# 宝石桥水库
宝石桥水库是中国四川省达州市开江县境内的一座水库，位于渠江水系明月江支流白岩河上，建于1971年。水库正常库容为1965万立方米，集雨面积为162平方千米，海拔为750.19米。